# GS1
GS1 — международная организация, ведающая вопросами стандартизации учёта и штрихового кодирования логистических единиц. Европейская штаб-квартира организации находится в Брюсселе (Бельгия), американская — в Принстоне (Нью-Джерси, США).

## Деятельность GS1 по присвоению кодов
Ведают классификаторами:

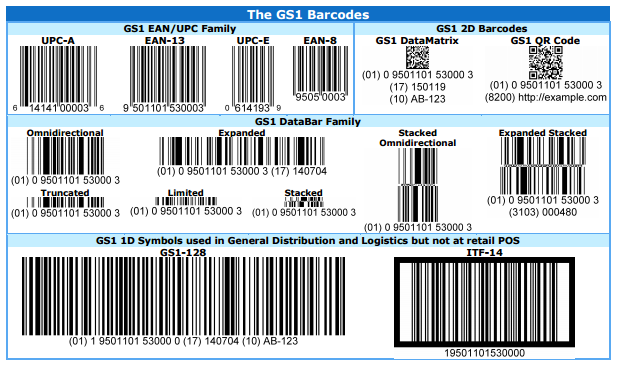
Штрих-коды GS1

- GDTI — глобально-уникальный идентификатор типа документа (Global Document Type Identifier)
- GIAI — глобально-уникальный идентификатор индивидуального имущества (en:Global Individual Asset Identifier)
- GLN — глобально-уникальный номер местонахождений (Global Location Number)
- GPC — глобально-уникальный классификатор изделий (Global Product Classification)
- GRAI — глобально-уникальный идентификатор возвратного имущества типа тары (Global Returnable Asset Identifier)
- GSRN — глобально-уникальный номер служебных отношений (Global Service Relationship Number)
- GTIN — глобально-уникальный номер торговых продуктов (Global Trade Item Number); ранее это UPC и EAN
- SSCC — глобально-уникальный код грузовых контейнеров (Serial Shipping Container Code)
- UNSPSC —  стандартный код продуктов и услуг Организации Объединенных Наций (United Nations Standard Products and Services Code)
- список организаций по странам (List of GS1 country codes)

и множеством других подобных справочников.

## Сети обмена данных
Вся хранимая ими информация доступна организациям в рамках единой сети синхронизации данных (Global Data Synchronization Network, GDSN). На сайте в разделе Сервисы есть веб-интерфейсы к её разделам, например там электронный регистр (Global GS1 Electronic Party Information Registry, GEPIR), позволяющий производить поиск по GTIN, GLN и SSCC, есть средства просмотра GPC и т. п. Аналогичным по своей сути проектом GS1 является сеть Trusted Source of Data (TSD). Её главным отличием является то, что предназначена она, в первую очередь, для организации двухстороннего обмена информацией производителей и конечных потребителей. Сеть GDSN выступает в качестве одного из источников данных для агрегаторов TSD, первый из таких агрегаторов прошёл  сертификацию в конце 2013 г.